# Primera Iglesia Bautista (Lansing)
Primera Iglesia Bautista es una iglesia histórica en 227 N. Capitol Avenue en la ciudad de Lansing, la capital del estado de Míchigan (Estados Unidos). Fue agregado al Registro Nacional de Lugares Históricos en 1980.  La congregación ahora se conoce como Christ Community Church de Greater Lansing.

## Historia
La Primera Iglesia Bautista de Lansing se organizó en 1851. La congregación construyó una iglesia en 1857. A fines de la década de 1880, la congregación se estaba expandiendo rápidamente y se necesitaba una nueva estructura. En 1892, se inició la construcción de la estructura actual, ubicada en el sitio de la iglesia original. Los arquitectos del proyecto fueron Edwyn A. Bawd y Earl H. Mead. La construcción se completó en 1894.
Durante las siguientes décadas, la iglesia creó nueve congregaciones diferentes en el área de Lansing. Sin embargo, como muchas congregaciones principales en las áreas del centro, la Primera Iglesia Bautista comenzó a declinar en la membresía a partir de mediados de la década de 1960. En 2005, la congregación cambió su nombre a Christ Community Church y continúa usando la estructura.

## Descripción
La Primera Iglesia Bautista consta de la iglesia de 1892 y una casa parroquial adjunta, que fue rehabilitada en 1955. La iglesia es una estructura de estilo románico richardsoniano, de techo empinado, construida con piedra local multicolor. El edificio tiene revestimientos de ladrillo que bordean las aberturas de puertas y ventanas. La fachada frontal tiene una torre cuadrada en una esquina, una torre redonda más pequeña en la otra y un vestíbulo de entrada bajo en el medio.
En el interior hay un vestíbulo de entrada con revestimiento de madera de roble y techo de hojalata. Las puertas dobles se abren al santuario, que tiene un techo alto con cerchas de madera y una galería trasera sostenida por columnas de hierro con capiteles corintios. El santuario tiene tres hileras de bancos en un piso que desciende hacia un presbiterio. Toda la carpintería del santuario es de roble.